# Anguina poophila
Anguina poophila är en rundmaskart. Anguina poophila ingår i släktet Anguina och familjen Tylenchidae. Inga underarter finns listade i Catalogue of Life.